# Europäischer Garantiefonds für die Landwirtschaft
Der Europäische Garantiefonds für die Landwirtschaft (EGFL) ist ein Förderprogramm der EU im Rahmen der Gemeinsamen Agrarpolitik. EGFL finanziert Ausgaben der Ersten Säule der GAP zum einheitlichen gemeinsamen Marktorganisation, Direktzahlungen an Inhaber landwirtschaftlicher Betriebe, die Absatzförderung für Agrarerzeugnisse sowie einmalige Ausgaben, etwa für Veterinärmaßnahmen. 2013 verfügte er über einen Jahreshaushalt von annähernd 47 Mrd. EUR.

## Aufgaben
Die erste Säule besteht in der GAP-Förderperiode 2014–2020 aus zwei Elementen:
- Direktzahlungen, die seit 2006 von der Produktionsleistung entkoppelt sind und nur von der Größe der landwirtschaftlichen Fläche abhängen, auf die bei Cross Compliance ein Rechtsanspruch besteht und die sich zusammensetzen (können) aus:
  - Basisprämie (für alle Mitgliedsstaaten verpflichtend)
  - Greening-Zahlung        (verpflichtend)
  - Zusatzförderung für Junglandwirte (verpflichtend)
  - Umverteilungsprämie    (fakultativ)
  - zusätzliche Einkommensunterstützung in Gebieten mit naturbedingten Benachteiligungen (fakultativ)
  - produktionsgebundene (gekoppelte) Zahlungen für besondere Produkte (fakultativ)
- Marktmaßnahmen: Mittel für Marktinterventionen und sektorspezifische Unterstützung (Auswahl):
  - Regeln zur Vermarktung landwirtschaftlicher Erzeugnisse
  - Sondermaßnahmen zur Verhinderung von Marktverzerrungen
  - Erstattung bei Ausfuhr in Drittländer
  - Interventionen zur Regulierung der Agrarmärkte
  - Unterstützung von Veterinärmaßnahmen und -kontrollen
  - Überwachung und Bekämpfung von Tierseuchen und Pflanzenschutzmaßnahmen
  - Maßnahmen zur Information über die GAP
  - Krisenmaßnahmen etc.

Die Allokation der Mittel variiert zwischen den Mitgliedsstaaten.

## Geschichte
Bis 2006 wurde die Finanzierung der Gemeinsamen  Agrarpolitik einzig über den Europäischen Ausrichtungs- und Garantiefonds für die Landwirtschaft (EAGFL) finanziert.
Seit 2007 wurden durch die Verordnung (EG) Nr. 1290/2005 für die bisherigen Aufgaben des EAGFL zwei getrennte Fonds eingerichtet. Der jeweilige Bestimmungszweck entspricht etwa dem einer der beiden „Säulen“ der GAP:
- Der Europäische Garantiefonds für die Landwirtschaft (EGFL) finanziert Ausgaben der einheitlichen gemeinsamen Marktorganisation, Direktzahlungen an Inhaber landwirtschaftlicher Betriebe, die Absatzförderung für Agrarerzeugnisse sowie einmalige Ausgaben, etwa für Veterinärmaßnahmen. 2013 verfügte er über einen Jahreshaushalt von annähernd 47 Mrd. EUR. Hauptsächlich begünstigt waren Frankreich (16,6 %), Spanien (12,1 %), Deutschland (11,4 %) und Italien (10,3 %), während die 2004 und 2007 der EU beigetretenen Mitgliedstaaten insgesamt nur 18,2 % davon erhielten.
- Der Europäische Landwirtschaftsfonds für die Entwicklung des ländlichen Raums (ELER) kofinanziert Maßnahmen zur Stärkung der Wettbewerbsfähigkeit der Land- und Forstwirtschaft, Agrarumweltmaßnahmen, Maßnahmen zur Verbesserung der Lebensqualität im ländlichen Raum, zur Förderung der Diversifizierung der ländlichen Wirtschaft sowie zum Aufbau lokaler Kapazitäten. Die wichtigsten Empfängerländer des ELER sind Polen (14 %), Italien (9,8 %), Deutschland (9,8 %) und Rumänien (9,2 %). Insgesamt entfallen 40,1 % der ELER-Fördergelder auf die 12 neuen Mitgliedsländer der EU.

Seit der EU-Agrarreform 1999 (im Rahmen der Agenda 2000) konnten Mitgliedstaaten der EU Mittel der ersten Säule modulieren: Geld für Direktzahlungen an Landwirte konnte für Zwecke der zweiten Säule umgewidmet werden, um den Umwelt-, Natur-, Tier- und Verbraucherschutz oder die Entwicklung des ländlichen Raums zu fördern.
Deutschland führte daher ab 2003 eine Modulation von 2 Prozent ein (fakultative Modulation). Die EU-Agrarreform von 2003 führte die obligatorische Modulation ein, das heißt die Verpflichtung der Mitgliedstaaten zur Modulation. In Deutschland betrugen die Modulationssätze 3 Prozent im Jahr 2005, 4 Prozent im Jahr 2006 und 5 Prozent ab 2007. Im Rahmen des „Gesundheitscheck 2009“ führte der EU-Rat eine progressive Modulation ein: für das Jahr 2009 eine Kürzung von sieben, 2010 von acht Prozent, 2011 von neun Prozent und 2012 von zehn Prozent. Mit der Modulation umgewidmete Mittel werden von den deutschen Bundesländern für den Umwelt-, Natur-, Tier- und Verbraucherschutz sowie für die Entwicklung des ländlichen Raums aufgestockt (mitfinanziert). Seit 2013 dürfen Mitgliedsstaaten bis zu 15 % von Säule 1 in Säule 2 sowie bis zu 25 % von Säule 2 in Säule 1 umverteilen.

### Förderperiode ab 2021
Im Oktober 2020 vereinbarten die Agrarminister der EU eine weitere Reform der GAP. Daher stimmte der Bundesrat am 25. Juni 2021 der Umsetzung der Reform der Gemeinsamen Agrarpolitik (GAP) ab 2023 zu – mit
- dem GAP-Direktzahlungen-Gesetz,
- dem GAP-InVeKoS-Gesetz und
- dem GAP-Konditionalitäten-Gesetz.

Diese regeln
- die Aufteilung der Zuweisung der EU von rund 4,9 Milliarden Euro jährlich auf Direktzahlungen und
- die Übertragung von Mitteln für Direktzahlungen in den Europäischen Landwirtschaftsfonds zur Entwicklung des ländlichen Raums (ELER),
- die Festlegung im EU-Recht künftig vorgesehener geplanter Einheitsbeträge für Direktzahlungen sowie
- die Auswahl von Regelungen für Klima und Umweltziele (Öko-Regelungen).

Für die Jahre 2023 bis 2026 werden von zehn Prozent jährlich ansteigend bis 15 % der jährlichen nationalen Zuweisung für Direktzahlungen als zusätzliche Förderung für die ländliche Entwicklung vergeben.
Zwölf Prozent der Zuweisungen sind für eine ergänzende Umverteilungs-Einkommensstützung für kleinere und mittlere Betriebe vorgesehen.
Zwei Prozent der Zuweisung sind für eine gekoppelte Einkommensstützung für die Halter von Mutterschafen, -ziegen und Mutterkühen geplant. Junglandwirte werden mit rund 98 Millionen Euro jährlich gefördert. Das GAP-InVeKoS-Gesetz (GAPInVeKoSG) soll das Integrierte Verwaltungs- und Kontrollsystems für Betriebsinhaber und für Verwaltungen teilweise vereinfachen und Nationalstaaten mehr Gestaltungsspielräume bieten. Zwischen 2021 und 2024 wird ein Flächenmonitoringsystem – auch für Kontrollen – eingeführt. Die Bundesländer sollen selbst entscheiden, wie Kontrollen erfolgen.
Das GAP-Konditionalitäten-Gesetz (GAPKondG) löst das Agrarzahlungen-Verpflichtungengesetz ab. Bisherige „Cross-Compliance“-Vorschriften aus „Grundanforderungen an die Betriebsführung“ (GAB) und den „Standards zur Erhaltung von Flächen in gutem landwirtschaftlichen und ökologischen Zustand“ (GLÖZ) werden als „Konditionalität“ zum Teil in erweiterter Form fortgeführt.
Einbezogen werden – abgewandelt – bisherige „Greening“-Maßnahmen wie Dauergrünlanderhalt, Anbaudiversifizierung und das Vorhalten ökologischer Vorrangflächen.
Aufgrund des Vierten Gesetzes zur Änderung des Direktzahlungen-Durchführungsgesetzes erhält der Landwirtschaftsfonds zur Entwicklung ländlicher Räume (ELER) bis zu acht Prozent der Direktzahlungsmittel für 2022. Auch sollen damit Klimaziele des neuen Mehrjährigen Finanzrahmens der EU (MFR) erreicht werden, insbesondere durch flächenbezogene Maßnahmen der Agrarumweltförderung und der Förderung des Ökologischen Landbaus. Eine vorgezogene gekoppelte Zahlung für Weidetiere wird ab 2023 eingeführt.